# Volleybalclub Weert 2017-2018
Questa voce raccoglie le informazioni riguardanti il Volleybalclub Weert nelle competizioni ufficiali della stagione 2017-2018.

## Organigramma societario
Area direttiva
- Presidente: ?

Area tecnica
- Allenatore: Fred Hermans

## Rosa
| N° | Nome                | Ruolo | Data di nascita  | Nazionalità sportiva |
| -- | ------------------- | ----- | ---------------- | -------------------- |
| 1  | Laura Bock          | S     | 15 ottobre 1990  | Paesi Bassi          |
| 2  | Sabine Beersma      | P     | 15 agosto 1990   | Paesi Bassi          |
| 3  | Lieke Vergeer       | O     | 28 luglio 1993   | Paesi Bassi          |
| 4  | Lieke Clerkx        | S     | 28 luglio 1993   | Paesi Bassi          |
| 5  | Laury van Enckevort | C     | 24 maggio 1997   | Paesi Bassi          |
| 6  | Maartje van Gestel  | P     | 8 gennaio 1996   | Paesi Bassi          |
| 7  | Ivy Sanders         | C     | 1997             | Paesi Bassi          |
| 8  | Imke Blokland       | C     | 12 gennaio 1996  | Paesi Bassi          |
| 9  | Laura Overwater     | C     | 1998             | Paesi Bassi          |
| 10 | Karin Mennen        | L     | 21 novembre 1987 | Paesi Bassi          |
| 11 | Sara Voskuilen      | S     | 26 novembre 1991 | Paesi Bassi          |
| 12 | Kim van den Boorn   | O     | 1º maggio 1995   | Paesi Bassi          |
| 13 | Yvonne Klompen      | S     | 1994             | Paesi Bassi          |